# 李淑妃
淑妃李氏（しゅくひ りし、1343年以降 - 1384年）は、明の洪武帝の妃。寿州の人。

## 生涯
明の初年に戦死した広武衛指揮官の李傑の娘である。
明の洪武17年（1384年）、淑妃に封ぜられ、後宮のことをつかさどった。しかしまもなく亡くなった。外史によると、洪武帝の疑いと不信を買い、迫られて自ら縊死した。
なお洪武帝（朱元璋）の太子朱標・次子朱樉・三子朱棡は洪武帝正妻の馬皇后の子とされているが、生みの親は淑妃であると考えられている。 

## 伝記資料
- 『明太祖実録』
- 『明史』
- 『追贈驃騎将軍府事李公（李傑）神道碑銘』
- 寺田隆信『永楽帝』中央公論社〈中公文庫〉、1997年。ISBN 978-4062921480。
- 檀上寛『永楽帝―中華「世界システム」への夢』講談社〈講談社選書メチエ〉、1994年。ISBN 978-4062921480。
  - 『永楽帝―華夷秩序の完成』講談社〈講談社学術文庫〉、2012年。ISBN 978-4480510051。
  - 『永楽帝―華夷秩序の完成 電子書籍版』講談社、2012年。ISBN 978-4062921480。
- 荷見守義『永楽帝　明朝第二の創業者』山川出版社〈世界史リブレット人〉、2016年。